# Torhaus am Frauenplan

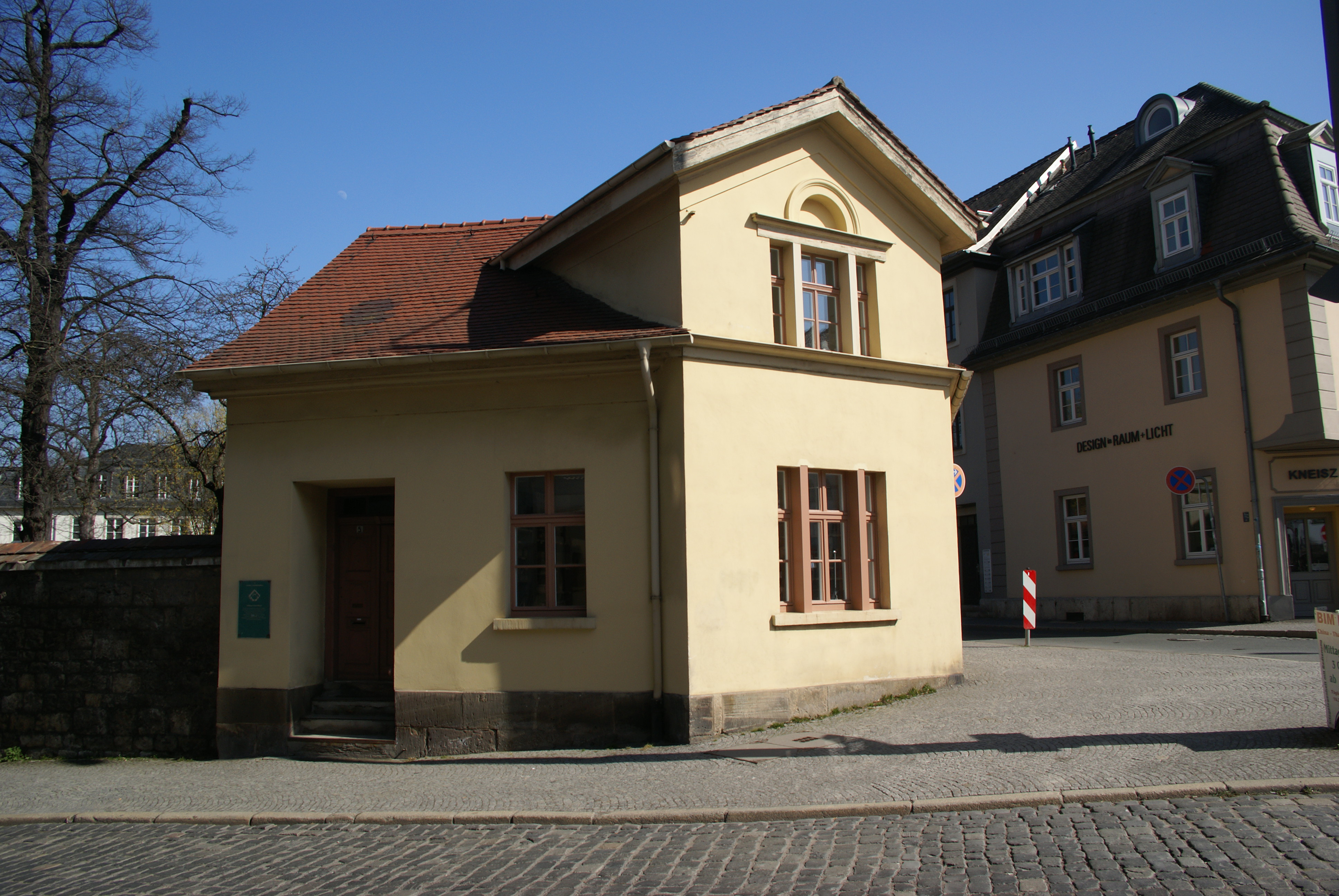
Torhaus am Frauenplan in Weimar

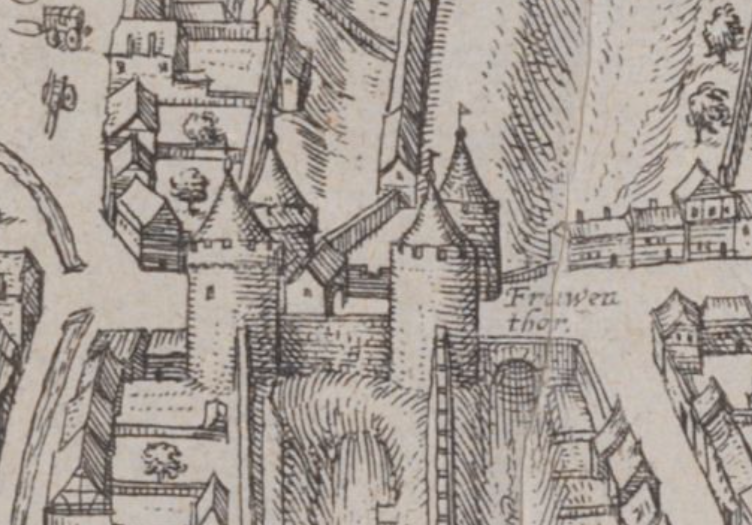
Frauentor Weimar 1569

Das Torhaus am Frauenplan ist ein im Jahr 1822 errichtetes Gebäude in Weimars Altstadt an der Ecke Frauenplan/Ackerwand. 

## Geschichte
Es wurde von Clemens Wenzeslaus Coudray gebaut und diente als südlicher Stadteingang der Einnahme des Wegezolls. Ein älteres Gebäude, das vormalige Frauentor, dargestellt 1569 auf dem ersten Weimarer Stadtplan von Johannes Wolf, wurde dafür abgerissen. Es ist Teil der Weimarer Altstadt.
Goethe stellte dafür einen Teil seines Gartens zur Verfügung. Auf Goethes Wunsch hin hat das Gebäude an seiner Rückseite zum Garten hin keine Fenster. Das Gebäude ist größtenteils verputzt. Der Sockelbereich liegt frei und besteht aus Sandstein. Auf dem dreiteiligen Fenster im Obergeschoss, eigentlich einem Dachrisalit, befindet sich ein Gesims. Stilistisch ist das Gebäude dem Klassizismus zuzuordnen. 
Zwischen 1822 und 1824 errichtete Coudray zudem das Torhaus an der Erfurter Straße. 
Der gesamte Bereich des Wielandplatzes wie auch des Frauenplanes steht unter Denkmalschutz.